# Meriç (district)
Meriç is een Turks district in de provincie Edirne en telt 16.959 inwoners (2007). Het district heeft een oppervlakte van 372,3 km².
De bevolkingsontwikkeling van het district is weergegeven in onderstaande tabel.
| 1997   | 2000   | 2007   |
| ------ | ------ | ------ |
| 20.839 | 19.052 | 16.959 |